# Marstoniopsis
Marstoniopsis is een geslacht van weekdieren uit de klasse van de Gastropoda (slakken).

## Soorten
- Marstoniopsis armoricana (Paladilhe, 1869)
- Marstoniopsis croatica Schütt, 1974
- Marstoniopsis graeca (Radoman, 1978)
- Marstoniopsis insubrica (Küster, 1853) = Geelvlekslak
- Marstoniopsis macedonica (Hadžišče, 1958)
- Marstoniopsis vrbasi Bole & Velkovrh, 1987

Niet geaccepteerde soorten:
- Marstoniopsis scholtzi (A. Schmidt, 1856) → Marstoniopsis insubrica (Küster, 1853)
- Marstoniopsis steinii (Martens, 1858) → Marstoniopsis insubrica (Küster, 1853)